# Săvădisla
Săvădisla (węg. Tordaszentlászló) – wieś w Rumunii, w okręgu Kluż, w gminie Săvădisla. W 2011 roku liczyła 1071 mieszkańców.